# Battaglia del Gran Couronné
La battaglia del Gran Couronné (in francese, bataille du Grand Couronné) fu combattuta durante la prima guerra mondiale. Essa fu un episodio dello scontro che va sotto il nome di battaglia delle Frontiere. Lo scontro ebbe luogo dal 4 al 13 settembre 1914 e vide contrapposte la 6. Armee al comando del principe Rupprecht di Baviera e la IIe armée française, guidata dal generale Édouard de Castelnau.

## Antefatti
Dopo essere stata sconfitta nella battaglia di Lorena, la IIe armée si ritirò e occupò il Grand Couronné, una serie di alture nelle vicinanze di Nancy. I Francesi si disposero su un arco di piccoli borghi che comprendeva Pont-à-Mousson, Champenoux, Lunéville e Dombasle-sur-Meurthe. Dopo la  battaglia del Mortagne (un primo tentativo di sfondamento nel punto di congiunzione tra la Ie e la IIe armée), i tedeschi decisero di attaccare simultaneamente le città di Saint-Dié e Nancy. Dopo il fallimento della battaglia del Mortagne, catturare Nancy sarebbe stato certamente un'importante vittoria, anche sul piano psicologico. L'imperatore Guglielmo II volle supervisionare l'offensiva in prima persona. Contemporaneamente all'attacco tedesco, la pressione sulle truppe Alleate ad ovest aumentò considerevolmente, cosicché Castelanau dovette distaccare numerose divisioni per rinforzare la IIIe armée.

## La battaglia
La battaglia incominciò con un bombardamento d'artiglieria da parte dei tedeschi, il 4 settembre. Un buon numero di villaggi presenti in quel settore furono praticamente distrutti. Nonostante pesanti perdite, dal 5 settembre la situazione rimase invariata. Il 9 e il 10 settembre anche Nancy fu bombardata.
Il 12 settembre, i tedeschi incominciarono a ritirarsi, coperti dal fuoco della propria artiglieria. Il 13, i villaggi di Pont-à-Mousson e Lunéville furono riconquistati dai Francesi senza colpo ferire.
Le truppe francesi continuarono ad avanzare fino a quando giunsero nei pressi del fiume Seille, dove il fronte sarebbe rimasto stabile fino al 1918.

## Conseguenze
La battaglia del Grand Couronné e la battaglia del Mortagne contribuirono in gran parte alla vittoria alleate nella prima battaglia della Marna, poiché costrinsero i tedeschi a mantenere in Lorena un gran numero di soldati.
Il generale Édouard de Castelnau, per la strategia adottata in questi scontri, fu promosso a Gran Croce della Legione d'onore, il 18 settembre 1914.